# ماسيميليانو سكاغليا
ماسيميليانو سكاغليا (بالإيطالية: Massimiliano Scaglia)‏ (21 مايو 1977 بتورينو في إيطاليا - ) هو لاعب كرة قدم إيطالي في مركز الدفاع. لعب مع فيورنتينا ونادي ألساندريا ونادي أنكونا ونادي باري ونادي برو فيرتشيلي ونادي تريفيزو وهيلاس فيرونا وASD Città di Gallipoli ‏.